# Buisjes (mycologie)

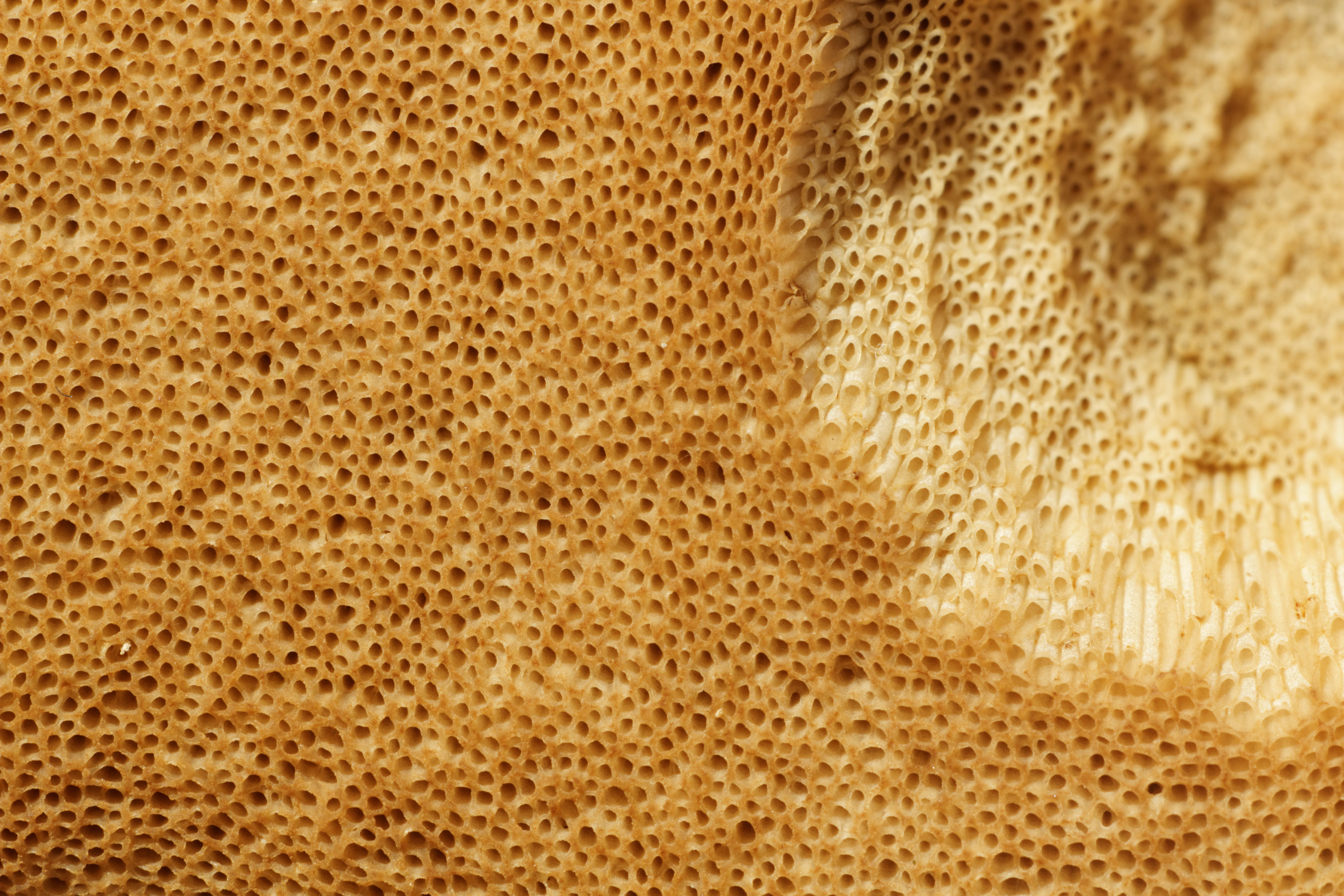

Buisjes (Latijn: tubuli) zijn de drinkrietjes-achtige cilindrische parallelle verticale structuren bij de polyporen en boleten in het hymenofoor aan de onderkant van de hoed. De vrije uiteinden van de buisjes worden de poriën genoemd. Paddenstoelen met een poriënlaag worden poroïd genoemd. 
De kenmerken van de buisjes en de poriën worden door mycologen gebruikt voor de determinatie in de taxonomie.